# Charlotte Best
Charlotte Elise Best (Sydney, 16 de março de 1994) é uma atriz e modelo australiana.

## Biografia
Best cresceu no subúrbio de Point Frederick, no município de Gosford. Juntamente com os seus três irmãos, Best frequentou o Central Coast Grammar School, onde ganhou um prêmio de desempenho aos oito anos de idade. De lá, ela se mudou com sua família para Beauty Point, frequentando SCECGS Redlands por seis meses até se matricular na Brent Street Performing Arts High School, onde estudou todos os aspectos das artes cênicas.
Best fez sua estréia na televisão em 2007 em Home and Away, estrelando como Annie Campbell até 2010. Ela continuou sua educação no set, eventualmente completando seu HSC em 2011 na Oxford Falls Grammar School onde ela ganhou o prêmio de música. Três meses em um curso de Estudos Globais em tempo integral na University of Technology, Sydney, Best aceitou o papel de Cheryl Haynes em  Puberty Blues .

## Filmografia

### Televisão
| Ano       | Título        | Papel          | Notas            |
| --------- | ------------- | -------------- | ---------------- |
| 2014      | Soul Mates    | Kelly          | Papel recorrente |
| 2012-2014 | Puberty Blues | Cheryl Hayes   | Papel recorrente |
| 2007-2010 | Home and Away | Annie Campbell | Papel principal  |
| 2018      | Tidelands     | Cal McTeer     | Papel principal  |

### Cinema
| Ano  | Título                 | Papel            | Notas               |
| ---- | ---------------------- | ---------------- | ------------------- |
| 2019 | A Name Without a Place | Emma Lee Herring | Filme; pós-produção |
| 2018 | Skinford 2             | Zophia           | Filme; pós-produção |
| 2017 | An American in Texas   | Kara Warrington  |                     |
| 2017 | Skinford               | Zophia           |                     |
| 2016 | Teenage Kicks          | Phaedra          |                     |
| 2015 | Alone                  | Nina 2           |                     |
| 2015 | Is This the Real World | Kim              |                     |
| 2013 | Breathe                | Anna             | Curta-metragem      |